# 藤沢秀行
藤沢 秀行（ふじさわ ひでゆき、ふじさわ しゅうこう、1925年6月14日 - 2009年5月8日）は、日本の囲碁棋士。本名：「藤沢 保（たもつ）」。棋聖戦6連覇、史上最年長タイトル保持者などに輝いた、昭和を代表する棋士の1人。
年上の甥（姉の息子）に藤沢朋斎九段、子（五男）に藤沢一就八段、孫に藤沢里菜七段。また小島高穂九段は大甥（姉の孫）に当たる。経済学者の松井彰彦は甥。
太平洋戦争中に「秀行」と呼び名を変えたが、これは当時、山部俊郎とともに世話になっていた、頭山満の三男の頭山秀三の名前に由来する。正しい名前の読み方は「ひでゆき」だが、生涯を通じて「しゅうこう」と呼ばれ続けた。

## 人物

### 棋風・人柄
棋風は豪放磊落であり、厚みの働きを最もよく知ると言われた。ポカ（うっかりミス）で好局を落とすことも多かったが、「異常感覚」とも称される鋭い着想を見せ、「華麗・秀行」とも呼ばれた。「序盤50手までなら日本一」とされ、序盤中盤の局後検討で結論がでない場合は「秀行（しゅうこう）先生に聞こう」というのが、かつての日本棋院での決まり文句だった。
盤上での活躍の一方、盤外では酒、ギャンブル、借金、女性関係など破天荒な生活でも有名であった。癌の手術以前はアルコール依存症の禁断症状と戦いながらの対局を重ねていた。こうした「最後の無頼派」とでも称すべき藤沢の人柄を愛する者は多く、政財界に多くの支持者を抱えるほか、日中韓の若手棋士からも非常に尊敬されている。
高利貸しから億単位の借金がありその大半を好きな競輪につぎ込んだ。政財界に藤沢のファンがおり、そのうちの一人である元法務大臣の稲葉修が「せめて借金先は銀行へ」と替えさせ借金の保証人になったという。1976年に創設された棋聖戦（第1期の優勝賞金は1700万円、現在は4500万円）を六連覇し借金を返済した。
アルコール依存症であり七番勝負のときだけは禁断症状に苦しみながら酒を抜いた。平時から酒をよくたしなみ、午前中にウイスキーを一本あけ、酔うと卑猥な言葉を発し周囲を困らせ若手の一流棋士を捕まえては一局1000円で早碁を打った。泥酔状態でも並の棋士は歯が立たなかったという。
本妻（藤沢モト）との間に3子がいたほか、2人の女性との間にそれぞれ2子をもうけており、子は全部で7人いた。正月になると4人の女性と子供たち全員が一斉に会し正月のあいさつを藤沢と本妻に対して行った。将棋棋士の米長邦雄は「俺とえらい違いだ。恐れ入った」と頭を下げたという。この勝負師を陰で支えた妻・モトは著書『勝負師の妻—囲碁棋士・藤沢秀行との五十年』で彼を襲った数々の難局について述べている。
書の大家でもあり安芸の宮島・厳島神社の鎮座1400年に際し「磊磊」の文字を奉納している。各地で個展を開いたほか、1992年には大相撲の貴闘力の化粧まわしに「気」の文字を揮毫。2007年にはニコニコ動画のコンテンツ「ニコニコニュース」の題字を手掛けた。

### 若手育成
門下に天野雅文・高尾紳路・森田道博・三村智保・倉橋正行・金沢真らがいるが、この他にも合宿などで依田紀基・結城聡・坂井秀至ら多数の若手棋士を育てており、中国・韓国棋士も含め藤沢を師と仰ぐ者は多い。来るものは誰でも拒まずに受け入れた研究会『秀行塾』は有名。
自分の門下生以外にも多くの若手棋士の育成に力を注いだ。昭和30年代には、阿佐ヶ谷の自宅で、茅野直彦、当時十代であった林海峰、大竹英雄、工藤紀夫、高木祥一、小島高穂ら十数人による月2回の研究会を行なっていた。これにはその後、さらに若い世代の安倍吉輝、福井正明、酒井猛、石田章、中村秀仁らが加わる。続いて1969年、不動産業のために代々木に事務所を開いたが、ここでも若手棋士が集まっての研究会が行われ、林海峰、曺薫鉉、四谷にあった木谷道場の石田芳夫、加藤正夫、武宮正樹、小林光一、趙治勲らが集まり、事務所を閉じる1978年まで続いた。
1980年からは、入段したばかりの依田紀基、安田泰敏、院生の藤沢一就、小松英樹らで第三次研究会を始め、場所もよみうりランドの自宅に移した。この研究会はその後も弟子の森田、三村、高尾の他にも人数が増え、1984年からは年に2回の合宿を行うようになる。このメンバーは秀行軍団などとも呼ばれる。
1981年からは研究会のメンバーとともに訪中し、中国の棋士との手合や指導を行うようになる。これには聶衛平、劉小光、江鋳久、曹大元、若手の馬暁春、張文東らが参加した。この毎年1987年までと、それ以後の断続的な訪中は、中国の実力レベル向上に大きく寄与したと言われている。
「命がけで得た技術をなぜ他国に教える必要があるのか」という声もあるなか、中韓両国の若手棋士に惜しげもなく技術を伝授した。
1999年に行われた引退三番碁では、第1局(4月16日)で常昊、第2局(4月30日)で曺薫鉉、第3局(5月14日)で高尾紳路と、日中韓の棋士が対戦相手を務めた。引退碁が行われたのは本因坊秀哉以来。死後の2010年6月には北京市に「藤沢秀行記念室」が設立された。

## 家族・親族
父の藤沢重五郎は相場師として名を挙げた人物で、賭博にも熱中したが囲碁でも三段の免状を持っていたとされ、田村保寿（のちの本因坊秀哉）と「鬼池田」と呼ばれた素人名人との対戦を企画するなどしている。何人もの女性相手に、合計19人の子供をつくった。囲碁の他にも、剣道三段、将棋五段、柔道三段（起倒流柔術）。
妻の藤沢モトには、藤沢と暮らした人生を描いた著書が『勝負師の妻―囲碁棋士・藤沢秀行との五十年 』『大丈夫、死ぬまで生きる 碁打ち　藤沢秀行‐‐無頼の最期』の二冊ある。
三男の藤沢嘉浩はアマチュア囲碁強豪。四男の藤沢秀敏は将棋の奨励会に入会したが、初段になれず年齢制限で退会した。五男のプロ棋士藤沢一就は新宿で囲碁教室を開催しており、15人のプロ棋士を輩出している。
一就の長女であり、秀行の孫にあたる藤沢里菜は、2010年4月に当時史上最年少となる11歳6か月で棋士となり、数々の女流タイトルを獲得している。

## 経歴
- 1925年 横浜市で、69歳の父重五郎と23歳の母きぬ子との間に誕生する。
- 1934年 日本棋院の院生となり、福田正義五段に入門。
- 1940年 初段。
- 1943年 三段時に秀行に改名。若手時代は「丸太ん棒を振り回す」ような碁（安永一）と評された。
- 1948年 第1期青年選手権優勝。山部俊郎、梶原武雄とともに「戦後三羽烏」「アプレゲール三羽烏」と称され、また「異常感覚」との形容も付けられた。
- 1950年 日本棋院と関西棋院による東西対抗戦に五段で出場し、西軍の佐藤直男五段に勝利。続く「勝ち抜き戦」にも出場し窪内秀知に勝利。
- 1957年 第1期首相杯争奪戦優勝。
- 1959年 第1期日本棋院第一位決定戦優勝。
- 1960年 坂田栄男を破り、第5期最高位戦奪取。第15期本因坊戦で高川秀格本因坊に初挑戦。
- 1961年 朝日新聞の企画で、林海峰六段と大竹英雄四段の新鋭三番碁に続き、藤沢八段と関西の新鋭の橋本昌二九段との三番碁が企画される[12]。
- 1962年 13名から成る第1期旧名人戦リーグで、9勝3敗の成績で初代実力制名人の座を獲得する。
- 1965年 第2期プロ十傑戦優勝。
- 1966年 第10期囲碁選手権戦優勝。第21期本因坊戦で坂田栄寿本因坊に挑戦。
- 1967年 橋本昌二を破り第15期王座位獲得。
- 1968年 プロ十傑戦優勝
- 1968年 坂田栄男を退け王座防衛。
- 1969年 第16期NHK杯優勝。
- 1969年 第1期早碁選手権戦優勝
- 1969年 大竹英雄を退け王座位防衛
- 1970年 林海峰を破り、旧第九期名人位獲得。
- 1976年 大平修三を破り第一期天元位獲得。
- 1977年 第1期棋聖戦で橋本宇太郎を破り、初代棋聖位を獲得。以後6連覇（対加藤正夫、石田芳夫、林海峰、大竹英雄）により名誉棋聖の称号を得る。しかしこの間アルコール依存症が進行しており、七番勝負前になると必死の思いで断酒をし、禁断症状に苦しみながら防衛を果たすと、また酒漬けになるという日々が続いた。
- 1981年 第28期NHK杯優勝。
- 1983年 趙治勲に敗れ、棋聖の座を譲り渡す。この直後胃癌が発見され、切除手術を受けた。この後も悪性リンパ腫を放射線治療、前立腺癌を投薬治療し、三回の癌を克服している。
- 1987年4月27日、紫綬褒章受章
- 1989年 名人、本因坊両リーグ入り。
- 1991年 羽根泰正を3-1で降し、王座のタイトルを奪回。翌年には小林光一を相手に防衛を果たし、史上最高齢（67歳）でタイトル防衛記録を塗り替える。
- 1992年、日本棋院から、大倉喜七郎賞を受賞する。
- 1997年11月3日、勲三等旭日中綬章受章[13]
- 1998年 老齢を理由に現役引退を発表。
- 1999年 日本棋院とは別の独自の段位免状を発行し、物議を醸す。日本棋院の免状が高すぎることに異議を唱えるための「たった一人の反乱」であったが、日本棋院から除名処分を受ける。2003年に独自の免状発行を行わないと確約の上で日本棋院に復帰。
- 2005年 NHKテレビで「にんげんドキュメント 無頼の遺言～棋士・藤沢秀行と妻モト」放映。
- 2009年5月8日、誤嚥性肺炎により死去。83歳没。遺骨は生前の言に従い、瀬戸内海の山口県周南市大津島沖で10月13日散骨された。12月13日、NHK教育テレビジョンETV特集で「迷走～碁打ち・藤沢秀行という生き方」放映。
- 2010年4月24日、北京に「藤沢秀行記念室」がオープン。8月28日 に東京都 台東区 の小野照崎神社 に絶筆の書「強烈な努力」が刻まれた記念碑が建てられた。10月17日、散骨をした山口県周南市大津島に「モニュメント磊磊～海への旅立ち」除幕式。これを記念し10月16日から10月24日まで周南市美術博物館で「藤沢秀行書展」開催。
- 2020年、第17回囲碁殿堂入り[14]。

## 主な戦績
- 棋聖　6期（歴代3位）6連覇（歴代2位）名誉棋聖
- 名人　2期
- 王座　5期（歴代4位）3連覇
- 天元　1期

## 第1期名人位
1952年頃より日本棋院理事を務め、1960年には渉外担当理事となる。日本棋院の財政基盤改善策として名人戦創設を図る。読売新聞との契約をまとめ、1961年から第1期旧名人戦が開始、最高位タイトルを持っていた秀行も13人のリーグ戦に参加する。翌年8月の最終局まで9勝2敗のトップを走っていたが、最終局で橋本昌二に敗れて9勝3敗となり、呉清源 - 坂田栄男戦の勝者とプレーオフとなると思われた。しかし呉-坂田戦は呉の白番ジゴ勝ち（コミ5目で）となり、当時の規定でジゴ勝ちは正規の勝ちより下位とされていたため、藤沢の第1期名人位が決まった。

## エピソード
- 本拠地である阿佐ヶ谷を中心に中央線沿線に何軒かの碁会所を運営していた（門下生任せを含む）。
- 首相杯、日本棋院第一位決定戦、旧名人戦、早碁選手権、天元戦、棋聖戦で第1期の優勝を果たしており、「初物食いの秀行」といわれた。
- 多額の借金を抱えていた時期の第2期棋聖戦では加藤正夫に1勝3敗と追い込まれ、第5局開始前には「負けたら首を吊るため」と枝振りのよい木を探しながら対局場に向かったと述懐している。この碁で藤沢は一手に2時間57分という記録的な大長考を払った末、加藤の大石を殺し気迫の勝利を収めた（後述）。
- 将棋棋士の米長邦雄とは長い付き合いがあり、共著で出版もしている。
- 同じく将棋棋士の芹沢博文は「弟分」と呼ぶ仲で、飲み仲間でもあった。二人が酒の席で「囲碁・将棋の全てを100としたら、自分たちにはそのうちどのくらいをわかっているか」を紙に書いて見せ合ったことがある。藤沢は酔って気が大きくなってちょっと多めに「6」と書いた。芹沢は「4か5」と書いていた。藤沢は芹沢がわからないということがちゃんとわかっている男だと認め、デキるやつだったと回想している[15]。
- 女性関係も派手で、愛人の家に入り浸って自宅に3年もの間帰らなかったこともあった。用事ができて帰らなければならなくなった際、自宅への行き方がわからず妻を電話で呼び出して案内させたという。
- 米長邦雄の妻が藤沢の妻モトを訪ね、「うちの主人は週に5日帰ってこないのですが」と相談したところ、モトは「うちは3年、帰りませんでした」と答えたという[16]。
- 本妻以外の女性との間にも子供がおり、認知もしている。
- 酒好きでほぼ毎日飲酒をしていた。しかし決して強いわけではなく、特に83年の胃癌の手術後は少量でも酔いが回るのが早くなったという。また、酔うと女性器の俗称を連呼する悪癖があり、ある時には女性棋士が集まり検討をしている部屋に入り込みこの癖を見せたこともあった。鄧小平と面会した際には、あろうことかベロンベロンに酔っぱらっており、「中国語ではおまんこのことを何というのだ」と執拗に絡み、面会は中断された。
- また、開高健のエッセイ『開口閉口』に出てくる、「門口で『やい、クロ饅子、でてこい！』と叫ぶ『疾風怒濤のロマン派』」とは藤沢の事である。
- ライバルであった坂田栄男とは性格的にも馬が合わなかったようで、1963年の第2期名人戦第6局での封じ手をめぐる応酬など、敵対関係を物語るエピソードも多い。藤沢が日本棋院から除名処分を受けた際には、坂田は藤沢を激しく非難した。しかし、2009年の藤沢の死去に際し、坂田は「対戦成績は私の方が良かったが、才能は私よりあったと思う」（毎日新聞）と語り、没後に催された「偲ぶ会」にも車椅子で出席した。また将棋棋士河口俊彦の著書には、あるとき日本棋院で藤沢に会った際、「今日は坂田に2万円借りた。坂田に金を借りるようじゃ俺もおしまいだな」と呟いたというエピソードが書かれている。なお、坂田は藤沢の死去から僅か1年後の2010年に、後を追うように亡くなっている。
- 碁を嗜む企業の役員や著名人からの人気も高く、藤沢が開催した書の展示会などにはたくさんの花や祝電が届き、直接会場に駆けつけ挨拶を交わす人も多かった。また、藤沢が贔屓にしていた碁の打てる銀座の会員制クラブ（2010年閉店）では、藤沢の私設後援会『藤沢会』の会員を対象に月に1回、藤沢とその弟子のプロ棋士が講習会を開いていた。
- 競輪が好きで、後楽園競輪で250万円を取り、それを花月園競輪で480万円にしたこともある。亡くなる前年には競輪場で転倒して骨折している。年2回の若手育成合宿は湯河原で行われるのが恒例だったが、その日程は小田原競輪の開催日程に合わせて組まれるのが常だったという[17]。
- 京王閣競輪場で250万円の車券を1点買いしたが惜しくも外れ、観戦していた決勝線付近の金網を強く握りすぎて菱形にひしゃげてしまい、「秀行引き寄せの金網」として京王閣競輪場の名所になった[16][注 2]。
- 棋聖戦6連覇の間に、借金のために自宅を競売にかけられたが、「最善手を求めて命を削っているから、借金も女も怖くない」と語った[16]。
- 戒名は自身が生前に決めていた「無明居士（むみょうこじ）」。
- 亡くなって3年以上たった、2012年の週刊碁11月5日号（10月29日発売）に「尊敬する棋士、好きな棋士ベスト10」・第2位を獲得した[18]。
- 息子の一就も若手育成に力を入れており、2025年時点で15名の門下生が入段し、合わせて「藤沢一門」と呼ばれている[19][20]。

## 有名局
1978（昭和53）年、藤沢は棋聖戦で、本因坊・十段・碁聖の三冠を保持する加藤正夫の挑戦を受けた。第4局まで1勝3敗となり、カド番に追い込まれた第5局。黒の藤沢は高中国流の布石を採用した。
黒模様に白が△と打ち込んできた瞬間、黒の藤沢は▲の鉄柱に打ち、この白を皆殺しにすることを決意する。
|  |  |  |  |  |  |  |  |  |  |  |  |  |  |  |  |  |  |  |
|  |  |  |  |  |  |  |  |  |  |  |  |  |  |  |  |  |  |  |
|  |  |  |  |  |  |  |  |  |  |  |  |  |  |  |  |  |  |  |
|  |  |  |  |  |  |  |  |  |  |  |  |  |  |  |  |  |  |  |
|  |  |  |  |  |  |  |  |  |  |  |  |  |  |  |  |  |  |  |
|  |  |  |  |  |  |  |  |  |  |  |  |  |  |  |  |  |  |  |
|  |  |  |  |  |  |  |  |  |  |  |  |  |  |  |  |  |  |  |
|  |  |  |  |  |  |  |  |  |  |  |  |  |  |  |  |  |  |  |
|  |  |  |  |  |  |  |  |  |  |  |  |  |  |  |  |  |  |  |
|  |  |  |  |  |  |  |  |  |  |  |  |  |  |  |  |  |  |  |
|  |  |  |  |  |  |  |  |  |  |  |  |  |  |  |  |  |  |  |
|  |  |  |  |  |  |  |  |  |  |  |  |  |  |  |  |  |  |  |
|  |  |  |  |  |  |  |  |  |  |  |  |  |  |  |  |  |  |  |
|  |  |  |  |  |  |  |  |  |  |  |  |  |  |  |  |  |  |  |
|  |  |  |  |  |  |  |  |  |  |  |  |  |  |  |  |  |  |  |
|  |  |  |  |  |  |  |  |  |  |  |  |  |  |  |  |  |  |  |
|  |  |  |  |  |  |  |  |  |  |  |  |  |  |  |  |  |  |  |
|  |  |  |  |  |  |  |  |  |  |  |  |  |  |  |  |  |  |  |
|  |  |  |  |  |  |  |  |  |  |  |  |  |  |  |  |  |  |  |

白が1にツケてきた時、藤沢は2時間57分の考慮で黒2にトンだ。この一世一代の大長考で以下の攻め合いの変化を読み切り、加藤の大石を撲殺。この勝利で流れをつかみ、以下3連勝で逆転の防衛に成功した。高尾紳路と藤沢里菜は、「日本棋院100周年　棋士が選んだこの一手」に、この黒2のトビを選んでいる。
|  |  |  |  |  |  |  |  |  |  |  |  |  |  |  |  |  |  |  |
|  |  |  |  |  |  |  |  |  |  |  |  |  |  |  |  |  |  |  |
|  |  |  |  |  |  |  |  |  |  |  |  |  |  |  |  |  |  |  |
|  |  |  |  |  |  |  |  |  |  |  |  |  |  |  |  |  |  |  |
|  |  |  |  |  |  |  |  |  |  |  |  |  |  |  |  |  |  |  |
|  |  |  |  |  |  |  |  |  |  |  |  |  |  |  |  |  |  |  |
|  |  |  |  |  |  |  |  |  |  |  |  |  |  |  |  |  |  |  |
|  |  |  |  |  |  |  |  |  |  |  |  |  |  |  |  |  |  |  |
|  |  |  |  |  |  |  |  |  |  |  |  |  |  |  |  |  |  |  |
|  |  |  |  |  |  |  |  |  |  |  |  |  |  |  |  |  |  |  |
|  |  |  |  |  |  |  |  |  |  |  |  |  |  |  |  |  |  |  |
|  |  |  |  |  |  |  |  |  |  |  |  |  |  |  |  |  |  |  |
|  |  |  |  |  |  |  |  |  |  |  |  |  |  |  |  |  |  |  |
|  |  |  |  |  |  |  |  |  |  |  |  |  |  |  |  |  |  |  |
|  |  |  |  |  |  |  |  |  |  |  |  |  |  |  |  |  |  |  |
|  |  |  |  |  |  |  |  |  |  |  |  |  |  |  |  |  |  |  |
|  |  |  |  |  |  |  |  |  |  |  |  |  |  |  |  |  |  |  |
|  |  |  |  |  |  |  |  |  |  |  |  |  |  |  |  |  |  |  |
|  |  |  |  |  |  |  |  |  |  |  |  |  |  |  |  |  |  |  |

## 著書
- 『藤沢秀行囲碁学校』（全6冊）平凡社、1971年
- 『丈和』（日本囲碁大系10）筑摩書房、1976年
- 『芸の探求シリーズ1 華麗 藤沢秀行』日本棋院、1977年
- 『秀行創作詰碁傑作集』日本棋院、1980年
- 『藤沢秀行 上・下』（現代囲碁大系26.27）講談社、1980年
- 『藤沢秀行名誉棋聖への道 : 棋聖戦1-5期激闘譜 』読売新聞社、1981年
- 『秀行　飛天の譜　藤沢秀行タイトル戦全集 上下巻』日本棋院、1982年
- 『棋聖秀行の碁』全5巻、四星社、1982年
- 『わたしならこう打つ 秀行囲碁道場 上・下』日本棋院  1982年
- 『囲碁発陽論』（解説）平凡社（東洋文庫412）、1982年
- 『基本手筋事典 上・下』日本棋院、1982年
- 『藤沢秀行 (現代囲碁名勝負シリーズ) 』講談社、1987年
- 『秀行の世界』全6冊、誠文堂新光社、1992年
- 『藤沢秀行全集』（全12冊）日本棋院 1994年
- 『藤沢秀行の碁の急所この一手 (NHK囲碁シリーズ) 』1995年
- 『秀行百名局』誠文堂新光社、2009年

ほか、極めて多数の（100冊を軽く超える）棋書を書き下ろしている（その多くは棋士にして囲碁ライターである小西泰三の構成による）。
ほかに本人の壮絶な生きかたを記したエッセイとして
- 『八方破れ人生―天才勝負師の戦陣訓』 (1971年)サンケイドラマブックス
- 『芸の詩 棋聖秀行囲碁放談』日本棋院 1978年
- 『碁打ち一代』読売新聞社 1981年
- 『耐えて勝つ!』講談社 1986年
- 『勝負と芸～わが囲碁の道』岩波新書 1990年
- 『人生の大局の読み方 (フロムフォーティズ) 』ごま書房 1992
  - 『人生の大局をどう読むか』 三笠知的生きかた文庫
- 『碁打秀行～私の履歴書』日本経済新聞社 1993年、のち角川文庫 1999年
- 『人生、意気に感ず』ひらく 1998年
- 『野垂れ死に』新潮新書 2005年

などがある。将棋の米長邦雄永世棋聖との対談集として
- 『勝負の極北～なぜ戦いつづけるのか』
- 『戦いはこれからだ～人間的魅力の研究』祥伝社ノン・ポシェット文庫

また
- 藤沢モト『勝負師の妻～囲碁棋士・藤沢秀行との五十年』角川oneテーマ21

は夫人（正妻）による著書。
（本人の碁でなく）本人と妻の生きかたに焦点を当てたNHKによるテレビ番組が、DVD化されている。
- 『無頼の遺言～棋士・藤沢秀行と妻モト』NHKエンタープライズ

棋士が技術伝授でないビデオに出演するのは極めて異例のことである。